# Verkehrsgesellschaft Kreis Unna

Historisches Logo der VKU

Die Verkehrsgesellschaft Kreis Unna mbH (VKU) ist ein Verkehrsunternehmen der WVG-Gruppe im Kreis Unna. 

## Gesellschafter
(Stand: 31. Dezember 2021)
- Kreis Unna – 50,19 %
- Stadt Lünen – 16,39 %
- Stadt Unna – 9,17 %
- Stadt Kamen – 8,07 %
- Stadt Bergkamen – 7,67 %
- Stadt Werne – 5,13 %
- Gemeinde Bönen – 1,38 %
- Gemeinde Holzwickede – 1,09 %
- Stadt Selm – 0,88 %

## Geschichte

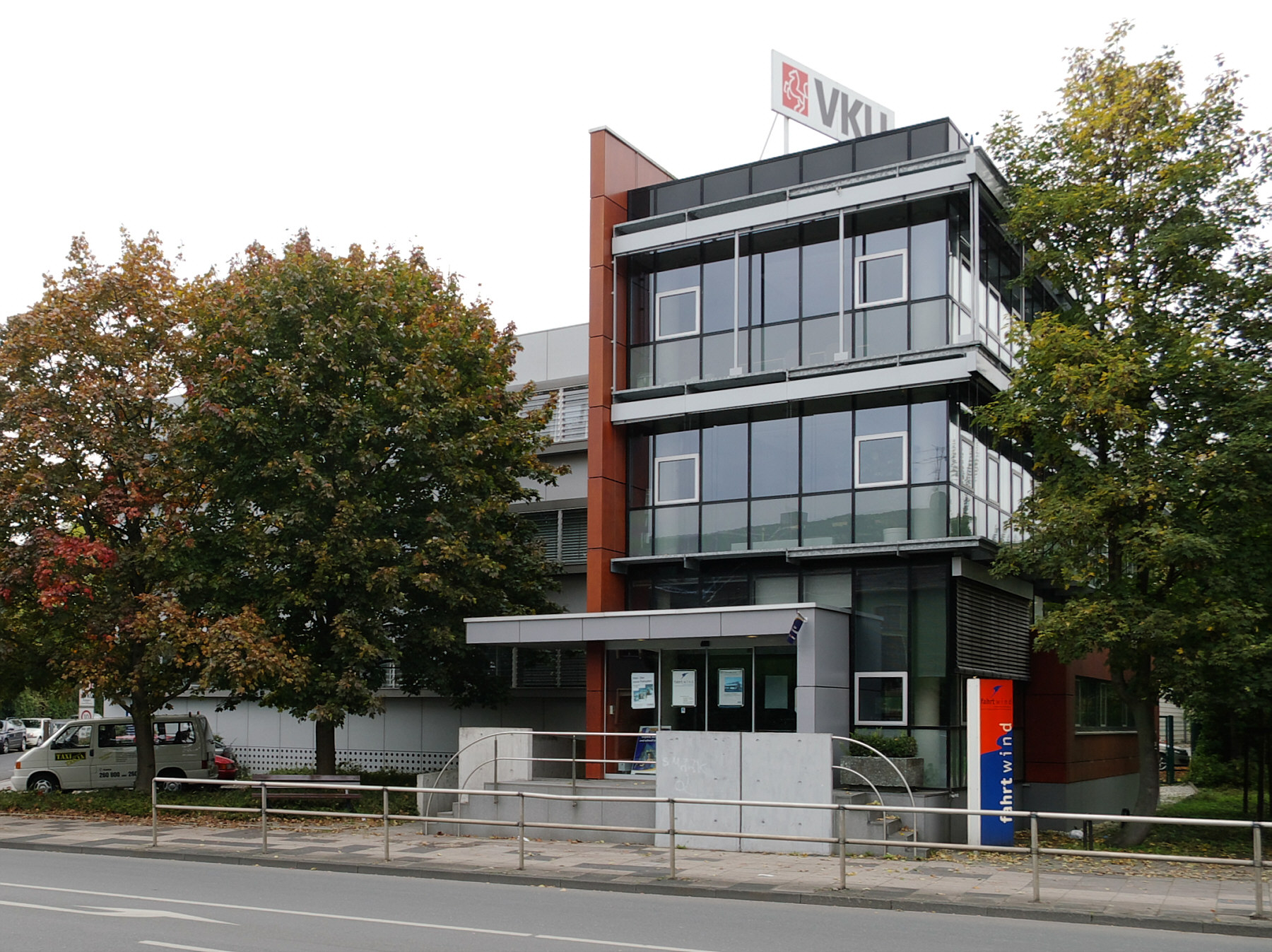
Betriebshof der VKU in Kamen

Am 27. Juli 1907 wurde die Kleinbahn Unna–Kamen–Werne (U.K.W.) gegründet. Sie betrieb von 1909 bis Ende 1950 eine Überlandstraßenbahn zwischen diesen Städten. 1950 bekam das Unternehmen den Namen Verkehrsgesellschaft für den Kreis Unna m.b.H. (VKU), da sie den Betrieb nun mit Omnibussen durchführte. 1957–1959 wurde der von der U.K.W. übernommene Betriebshof an der Lünener Straße in Kamen besser für den Busbetrieb ausgerüstet und eine Wagenhalle mit Lackiererei und Abstellmöglichkeit für 24 Busse erstellt. 1959 betrieb die VKU 18 Buslinien, 1962 leistete die VKU mit 111 Beschäftigten 2,0289 Mio. Wagenkilometer und beförderte 6,5184 Mio. Fahrgäste. Von 1968 bis 1973 wurde der Betriebshof in Kamen nach Geländekauf erweitert und modernisiert.
Nach der Kreisgebietsreform 1975 übernahm die VKU zum 1. Januar 1976 den Busverkehr der Stadtwerke Lünen mit dem Betriebshof an der Merschstraße und ihren Bussen. Am 14. April 1978 wurde in Lünen ein neuer Betriebshof an der Kupferstraße eingeweiht.
Seit 1980 arbeitet die VKU unter dem Dach der 1970 gegründeten Westfälischen Verkehrsgesellschaft (WVG), die als Servicegesellschaft für den Verkehrsbetrieb VKU und andere westfälische Schwester-Verkehrsbetriebe wie RLG und RVM fungiert. 1982 hatte die VKU 173 Beschäftigte und 81 Busse, die auf 29 Linien verkehrten.
Zum 31. Dezember 2025 hat die VKU ihren Betriebs- und Geschäftsführungsvertrag mit der WVG gekündigt. Die Geschäftsanteile werden auf die Schwesterunternehmen Regionalverkehr Ruhr-Lippe GmbH, Regionalverkehr Münsterland GmbH und Westfälische Landes-Eisenbahn GmbH übertragen.

### Wagenpark
Von der U.K.W. wurden 1950 die vorhandenen Omnibusse und Personenanhänger übernommen. Dazu gehörten besonders die Vorkriegsfahrzeuge von Krupp mit Bauer-Aufbauten, aber auch einige gerade für die Umstellung des letzten Streckenabschnitts der Straßenbahn auf Busbetrieb in Betrieb genommene Büssing-Trambusse mit 135-PS-Dieselmotor, eingebaut unterflur hinter der Vorderachse. Mindestens ein Magirus-Deutz O 3000 war ebenfalls vorhanden. In der Folge wurden verschiedene Bauserien von Büssing-Trambussen beschafft, aber auch einige Mercedes-Benz O 3500, O 321 H und O 302 sowie einzelne kleine Busse (Borgward B 2000 O und Kässbohrer Setra S 6). Nach dem Verbot des Einsatzes von Personenanhängern Anfang der 1960er Jahre wurden auch Büssing-Gelenkbusse mit Emmelmann-Aufbau und Sitzschaffner an der hinteren Tür zur Bewältigung der Hauptlinien mit großem Fahrgastandrang eingesetzt. Sonst verkehrten die Solobusse im Einmannbetrieb, ab Mitte der 1960er Jahre teilweise auch die Gelenkbusse. Ab Sommer 1963 erfolgte die Fahrscheinausgabe in den Bussen durch Fahrscheindrucker. Nach der deutschlandweiten Einführung der Standard-Linienbusse ab 1968 wurden zunächst solche von Büssing, nach deren Übernahme durch MAN mehrere Serien von Mercedes-Benz O 305 und auch neue Gelenkbusse von Vetter mit Fahrgestellen der Typen Mercedes-Benz O 317 und Mercedes-Benz O 305 G beschafft.

## Angebotsstruktur
Die VKU beförderte im Jahr 2020 rund 13,2 Mio. Fahrgäste (2019: 14,85 Mio.). Die Betriebsleistung lag bei 8,043 Mio. Wagen-Kilometern, davon 7,992 Mio. im öffentlichen Linienverkehr. Die Linienlänge von zusammen 1.958 km bei 106 Linien wurden mit 82 eigenen und 97, bei etwa 25 privaten Unternehmen angemieteten, im Auftrag für die VKU fahrenden Bussen bedient. Die angemietete Leistung lag bei knapp der Hälfte des Fahrdienstes. Die Zahl der Beschäftigten lag bei 250 Vollzeitstellen; 6 Personen wurden ausgebildet.
Die VKU bietet Schnellbuslinien (Buchstabe S + Nummer), Regiobuslinien (Buchstabe R + Nummer), Direktbuslinien (Buchstabe D + Nummer), Stadtbuslinien (Buchstabe C + Nummer), Nachtbuslinien (Buchstabe N + Nummer), Taxibuslinien (Buchstabe T + Nummer) sowie AnrufSammelTaxis an. Alle folgenden Angaben beziehen sich auf das Fahrplanjahr 2021/2022.
Darüber hinaus werden Buslinien im Schülerverkehr, die sogenannten Schülerlinien (dreistellige Nummer), angeboten, welche nachfolgend nicht einzeln aufgeführt sind.
HVZ bedeutet Hauptverkehrszeit.

### Schnellbus-Linien
Schnellbuslinien sind beschleunigte Linien des Regionalbusverkehrs im Taktfahrplan. Im Vergleich zu den Regiobussen bedienen Schnellbusse nur ausgewählte Haltestellen am Linienweg. Zurzeit betreibt die VKU folgende SchnellBus-Linien:
S10: Lünen, Lippe-Berufskolleg – Lünen, Altstadtstraße – Lünen, ZOB (Zentraler Omnibus-Bahnhof) / Hbf – Lünen-Wethmar, Fölger – Werne, Stadthaus – Werne-Stockum, Gersteinwerk – Hamm-Bockum, Strackstraße – Hamm, Hbf / Willy-Brandt-Platz (HVZ: 60 Minuten)
S20: Lünen, ZOB/Hbf – Lünen, Persiluhr (nur in Richtung Hamm) – Lünen-Beckinghausen, Kreuzstraße – Bergkamen-Oberaden, Museumsplatz – Bergkamen, Busbahnhof – Bergkamen-Rünthe, Marina – Hamm-Sandbochum, Eckernkamp – Hamm-Herringen, Markt – Hamm, Westhafen – Hamm, Hbf / Willy-Brandt-Platz (HVZ: 60 Minuten)
S30: Bergkamen, Busbahnhof – Bergkamen-Weddinghofen, Lindenweg – A2 – Dortmund-Eving, Franz-Zimmer-Siedlung – Dortmund, Reinoldikirche – Dortmund Hbf (Königswall) (HVZ: 60 Minuten)
S40: Lünen, ZOB/Hbf – Bergkamen-Oberaden, Im Oberdorf – Bergkamen-Weddinghofen, Häupenweg – Kamen, Bahnhof – Unna-Königsborn, Salinencenter – Unna, Bahnhof (HVZ: 60 Minuten)
S81: Werne, Holtkamp – Werne, Stadthaus – Bergkamen-Rünthe, Marina – Bergkamen, Busbahnhof – Kamen, Markt – Kamen, Bahnhof – Unna-Königsborn, Rehfuß – Unna, Bahnhof (HVZ: 60 Minuten)
Aufgrund von Bauarbeiten im Bereich der Dortmunder Innenstadt hält die Linie S30 statt an der Haltestelle Reinoldikirche an der Haltestelle Brügmannplatz.
Bei den Schnellbus-Linien S20, S30 und S81 besteht an der Haltestelle Bergkamen, Busbahnhof eine Anschluss-Garantie, d. h. die Busse fahren alle zur selben Zeit ab, so dass die Fahrgäste direkt von einem Schnellbus in den nächsten umsteigen können.

### Regiobus-Linien
Die Regiobusse sind Buslinien des Regionalverkehrs im Taktfahrplan. Sie verbinden die Städte im Kreis Unna miteinander, verkehren im 60- oder 30-Minuten-Takt und bieten Anschluss zum Nahverkehrsnetz der Deutschen Bahn.
Zurzeit betreibt die VKU folgende RegioBus-Linien im Kreis Unna:
R11: Lünen-Nordlünen, Cappenberger See – Lünen, Persiluhr – Lünen, ZOB/Hbf – Lünen-Süd, Bürgerplatz Lünen-Süd – Lünen-Horstmar, Preußen Bahnhof – Lünen-Beckinghausen, Kreuzstraße – Bergkamen-Oberaden, Museumsplatz – Bergkamen-Weddinghofen, Wellenbad – Bergkamen, Busbahnhof (HVZ: 30 Minuten bis Bergkamen-Oberaden, Potsdamer Straße, darüber hinaus 60 Minuten)
R12: Lünen-Alstedde, Mitte – Lünen, Persiluhr – Lünen, ZOB/Hbf – Lünen-Beckinghausen, Kreuzstraße – Bergkamen-Oberaden, Alisostraße – Bergkamen, Busbahnhof (HVZ: 30 Minuten)
R13: Bergkamen, Busbahnhof – Bergkamen, Fritz-Husemann-Straße Ost – Kamen, Markt – Kamen, Bahnhof (HVZ: 30 Minuten)
R14: Werne, Bahnhof – Werne, Stadthaus – Werne-Stockum, Gersteinwerk – Hamm-Bockum, Dörholtstraße – Hamm-Bockum, Lützowstraße – Hamm-Hövel, Flaßkamp – Hamm Hbf / Willy-Brandt-Platz (HVZ: 60 Minuten)
Die Linie R14 wird überwiegend von der Verkehrsgesellschaft Breitenbach (VGB) im Auftrag der VKU gefahren.
R19: Lüdinghausen, Busbahnhof – Selm, Bahnhof – Selm-Beifang, Zentrum – Selm-Bork, Amtshaus – Selm-Cappenberg, Schloss – Lünen-Nordlünen, Steinstraße – Lünen, ZOB/Hbf – Lünen, Persiluhr (HVZ: 60 Minuten)
Die Linie R19 wird überwiegend von der Regionalverkehr Münsterland GmbH (RVM) gefahren.
R51: Unna, Bahnhof – Unna-Massen, S-Bahnhof – Dortmund-Wickede, Dollersweg – Holzwickede, Bahnhof – Holzwickede-Hengsen – Holzwickede-Opherdicke, Haus Opherdicke (HVZ: 60 Minuten)
R54: Unna, Bahnhof – Unna-Massen, Kleistraße – Unna-Massen, S-Bf. – Kamen-Methler, Bahnhof – Kamen-Methler, Lutherplatz (HVZ: 60 Minuten)
(weiter als C24 in Richtung Kamen)
R81: Unna, Bahnhof – Unna-Königsborn, Rehfuß – Kamen, Bahnhof – Kamen, Markt – Bergkamen-Weddinghofen, Lindenweg – Bergkamen, Busbahnhof – Bergkamen-Overberge, Erlentiefenstraße – Bergkamen-Rünthe, Kettelersiedlung – Werne, Stadthaus – Werne, Bahnhof – Werne, Krankenhaus (HVZ: 15/15/30 Minuten bis Kamen, Bahnhof, 30 Minuten bis Bergkamen, Busbahnhof, darüber hinaus 60 Minuten)
(jede zweite Fahrt ab Bergkamen, Busbahnhof weiter als R82 in Richtung Werne, Krankenhaus)
R82: Bergkamen, Busbahnhof – Bergkamen-Overberge, Ford Schneider – Bergkamen-Rünthe, Gewerbepark – Werne, Stadthaus – Werne, Wahrbrink – Werne, Krankenhaus (HVZ: 60 Minuten)

### Direktbus-Linien
Die Direktbusse ergänzen die Regio- und Schnellbusse, vor allem im Berufsverkehr. Zurzeit betreibt die VKU folgende Direktbus-Linien im Kreis Unna:
D19: Selm, Münsterlandstraße – Selm-Beifang, Zentrum – Selm-Bork, Amtshaus – Lünen-Nordlünen, Wienecke – Lünen, ZOB/Hbf (HVZ: 60 Minuten mit Unterbrechung am Mittag)
D80: Kamen, Bahnhof – Bergkamen, Busbahnhof (HVZ: 60 Minuten)
D86: Schwerte, Bahnhof – Unna, Bahnhof – Unna-Königsborn, Indu-Center Nord – Kamen, Westring – Bergkamen-Rünthe, Marina – Werne, Amazon (Rückfahrt beginnt abweichend an der Haltestelle Werne, Stadthaus mit abweichendem Fahrweg; es verkehrt nur ein Fahrtenpaar pro Tag)

### Stadtbus-Linien
Stadtbusse verkehren im 60-, 30- oder 20-Minuten-Takt innerhalb einzelner Gemeinden des Kreises Unna und ihrer Umgebung und bieten an zentralen Verknüpfungspunkten einen Übergang zum Regionalverkehr der Deutschen Bahn sowie zu den Regio-, Direkt- und Schnellbussen. StadtBussysteme der VKU:
StadtBus Lünen
C1: Lünen-Brambauer, Emil-Stade-Platz – Lünen-Brambauer, Verkehrshof – Lünen-Lippholthausen, Buddenburg – Lünen, ZOB/Hbf (HVZ: 20 Minuten)
C4: Dortmund-Lanstrop, Hinnenberg – Lünen-Niederaden, Brüderweg – Horstmar, Preußen Bahnhof – Lünen-Süd, Heinestraße – Lünen-Süd, Markt – Lünen-Süd, Bürgerplatz Lünen-Süd – Osterfeld – Lünen, ZOB/Hbf – Persiluhr – Nordlünen, Schulzentrum Brusenkamp (HVZ: 60 Minuten)
C5: Dortmund-Eving, Schulte Rödding – Lünen-Gahmen, Viktoria 3/4 – Lünen-Süd, Bürgerplatz Lünen-Süd – Lünen, Lindenplatz – Persiluhr – Lünen, ZOB/Hbf (HVZ: 30 Minuten)
C6: Lünen-Wethmar, Wethmar Mark – Lünen, ZOB/Hbf – Lünen, Lange Straße (nur in Richtung Brambauer) – Bismarckstraße – Brambauer, An der Wethmarheide – Brambauer, Im Berge – Lünen-Brambauer, Verkehrshof – Lünen-Brambauer, Friedhof (HVZ: 60 Minuten) Die Linie C6 wird von der Firma Nies-Reisen im Auftrag der VKU gefahren.
C14: Dortmund-Lanstrop, Hinnenberg – Niederaden, Brüderweg – Horstmar, Preußen Bahnhof – Lünen-Süd, Camminer Weg – Lünen-Süd, Bürgerplatz Lünen-Süd – Lünen, Osterfeld – Lünen, Persiluhr – Lünen, ZOB/Hbf (HVZ: 60 Minuten)
StadtBus Bergkamen
C11: Bergkamen, Busbahnhof – Bergkamen, Stadion – Bergkamen, Wilhelm-Leuschner-Straße (HVZ: 20 Minuten)
StadtBus Kamen
C21: Kamen, Bahnhof – Kamen, Markt – Auf dem Spiek – Kamen, Lüner Höhe (HVZ: ab Kamen, Bahnhof 60 Minuten, ab Kamen, Markt 30 Minuten)
C22: Kamen, Bahnhof – Kamen, Markt – Kamen, Stadthalle – Hochstraße – Südkamen, Friedhof (HVZ: 60 Minuten)
C23: Kamen, Bahnhof – Kamen, Markt – Kamen, Hochstraße – Heeren, Denkmal – Kamen-Heeren, Südfeld – Unna, Bf. (HVZ: 30 Minuten)
C24: Kamen, Markt – Kamen, Bahnhof – Kamen, Hemsack – Kamen-Methler, Lutherplatz – Methler, Kaiserau Heimstraße – Kamen-Methler, Bahnhof – Kamen-Methler, Wasserkurl Schmiedeweg (HVZ: 30 Minuten)
(weiter als Linie R54 in Richtung Unna)
StadtBus Schwerte
C31: Schwerte, Schwerterheide – Binnerheide – Schwerte, Sparkasse – Schwerte, Bahnhof – Luisenstraße – Dortmund-Holzen, Heideweg (HVZ: 30 Minuten)
C32: Schwerte-Ergste, Im Wietloh – Ergste, Bahnhof – Villigst, Alte Lay – Schwerte, Sparkasse – Schwerte, Bahnhof (HVZ: 30 Minuten)
C33: Schwerte, Bahnhof – Schwerte, Sparkasse – Kath. Krankenhaus – Osthellweg – Schwerte, Ruhrtalmuseum (HVZ: 60 Minuten)
StadtBus Unna
C40: (Unna, Südfriedhof –) Unna, Talstraße – Lindenbrauerei – Unna, Bahnhof (HVZ: 30 Minuten)
C41: Dortmund, Airport – Holzwickede, Maßmann – Unna-Massen, Kleistraße – Unna, Lindenbrauerei – Unna, Bahnhof (HVZ: 30 Minuten)
C42: Unna, Kastanienhof – Lindenbrauerei – Unna, Bahnhof (HVZ: 60 Minuten)
C43: Unna-Königsborn, Katernborn – Königsborn, Markt – Unna-Königsborn, S-Bahnhof – Unna, Kreishaus – Unna, Bahnhof (HVZ: 60 Minuten ab Unna-Königsborn, Katernborn, 30 Minuten ab Unna-Königsborn, Zechenstraße)
C44: Unna, Südfriedhof – Unna, Bahnhof – Unna, Kreishaus – Königsborn, Katernborn – Königsborn, Rehfuß – Unna-Königsborn, Grillostraße (HVZ: 60 Minuten)
C45: Unna-Hemmerde, Hemmerder Hellweg – Westhemmerde – Stockum, Hellweg – Lünern, Schule – Mühlhausen, Denkmal – Uelzen, Mitte – Unna, Bahnhof – Unna, Lindenbrauerei (HVZ: 60 Minuten)
StadtBus Fröndenberg/Ruhr
Die StadtBus-Linien in Fröndenberg/Ruhr werden von der Westfalen Bus GmbH (WB), Meschede (ehemals Busverkehr Ruhr-Sieg, bzw. Bahnbus) betrieben.
C71: Ringlinie Fröndenberg, Bahnhof – Fröndenberg, Mitte – Löhnbad – Margueritenweg – Pater-Delp-Straße – Fröndenberg, Mitte – Fröndenberg, Bahnhof (HVZ: 60 Minuten)
C72: Ringlinie Fröndenberg, Bahnhof – Fröndenberg, Mitte – Margueritenweg – Nordstraße – Pater-Delp-Straße – Haßleistraße – Fröndenberg, Bahnhof (HVZ: 60 Minuten)
C73: Ringlinie Fröndenberg, Bahnhof – Fröndenberg, Mitte – Krankenhaus – Hohenheide, Kirche – Fröndenberg, Mitte – Fröndenberg, Bahnhof (HVZ: 60 Minuten mit einer Unterbrechung am späten Vormittag)
C74: Fröndenberg, Bahnhof – Fröndenberg, Mitte – Neimen – Frohnhausen – Warmen, Finger – Fröndenberg-Bentrop (HVZ: 60 Minuten)
StadtBus Bönen
C91: Kamen-Heeren, Denkmal – Bönen-Altenbögge, Markt – Bönen, Bahnhof – Bönen-Nordbögge, Gemeindehaus (nur in Richtung Heeren) – Bönen-Nordbögge, Bahnhof (HVZ: 30 Minuten)
Linienwechsel
Die StadtBus-Linien fahren teilweise unter anderer Liniennummer weiter:
C5: ab Lünen, Lange Straße weiter als Linie R11 in Richtung Lünen, Cappenberger See (nur am Wochenende)
C24: ab Kamen-Methler, Schmiedestraße weiter als Linie R54 in Richtung Unna, Bahnhof
Darüber hinaus betreibt die VKU z. Zt. noch Stadtbusse ohne die Markenkennung „StadtBus“ mit einfacher Liniennummer (ohne C):
118: Lünen, In der Geist – Lünen, Lippe-Berufskolleg – Lünen, Altstadtstraße – Lünen, ZOB/Hbf (die meisten Fahrten der Linie 118 verkehren ab „Lippe Berufskolleg“ weiter als Linie S10 nach Hamm)
192: Bönen, Bahnhof – Bönen-Bramey, Dorfstraße – Bönen-Lenningsen, Alter Bahnhof – Bönen-Flierich, Fliericher Feld

### Nachtbus-Linien
An den speziellen Bedürfnissen des Freizeit- und Abendverkehrs hat die VKU ihr Nachtbusnetz ausgerichtet. Zurzeit verkehren an Wochenenden folgende NachtBus-Linien im Kreis Unna:
N1: Lünen, ZOB/Hbf (Einstiegshaltestelle in Richtung Brambauer) / Lünen, Bäckerstraße (Ausstiegshaltestelle in Richtung Lünen-Mitte) – Lünen-Lippholthausen, Buddenburg – Lünen-Brambauer, Verkehrshof – Lünen-Brambauer, Emil-Stade-Platz
N2: Lünen, Bäckerstraße (Einstiegshaltestelle in Richtung Alstedde) / Lünen, ZOB/Hbf (Ausstiegshaltestelle in Richtung Lünen) – Lünen, Persiluhr – Lünen-Alstedde, Waldhöhe
N10: (Ringlinie) Dortmund, Reinoldikirche – Lünen-Gahmen, Am Krähenort – Lünen-Süd, Kirche – Lünen, Persiluhr – Lünen-Wethmar, Wittkamp – Lünen, Volkspark – Lünen-Gahmen, Am Krähenort – Dortmund-Eving, Franz-Zimmer-Siedlung – Dortmund, Reinoldikirche
N11: (Ringlinie) Lünen-Süd, Jägerstraße – Lünen-Horstmar, Preußen Bahnhof – Bergkamen-Oberaden, Museumsplatz – Bergkamen-Weddinghofen, Wellenbad – Bergkamen, Busbahnhof – Bergkamen-Rünthe, Kettelerschule – Werne, Stadthaus – Werne-Lenklar, Bispinghoff – Werne-Langern, Jagdhaus – Lünen-Wethmar, Dorfstraße – Lünen, ZOB/Hbf – Lünen-Süd, Jägerstraße
N19: Lünen, Persiluhr – Nordlünen, Gottfriedstraße – Selm-Cappenberg, Schloss – Selm-Bork, Amtshaus – Selm-Beifang, Zentrum – Selm, Bahnhof
Darüber hinaus verkehren „NachtExpress“-Buslinien der DSW21 von der Dortmunder Reinoldikirche bis nach Lünen-Brambauer (Linie NE1) und von Dortmund-Hörde bis Schwerte Bahnhof (Linie NE25).

### Nacht-AST
Nacht-AST Kamen
Das Nacht-AST Kamen fährt ab bestimmten Haltestellen in Kamen-Mitte, Kamen-Methler, Kamen-Süd oder Kamen-Heeren zu allen Zielen in Kamen und Bönen bis vor die Haustür.
Nacht-AST Unna
Das Nacht-AST Unna fährt ab Unna, Bahnhof zu allen Zielen in Unna, Bönen, Fröndenberg, Holzwickede und Kamen-Heeren.

### Taxibus-Linien
Taxibusse sind Kleinbusse, die meistens auf Anruflinien verkehren. Wo die Kundennachfrage keinen Einsatz herkömmlicher Buslinien erlaubt, setzt die VKU Anruflinien (Taxibusse) ein. Sie verkehren nach Taktfahrplan, allerdings nur bei konkretem Fahrtwunsch nach telefonischer Voranmeldung.
TaxiBus-Linien der VKU verkehren derzeit in
- Bergkamen (Linien T20, T36 und T82)
- Bönen (Linien T91, T93, T192, T194 und T195)
- Fröndenberg/Ruhr (Linie T61, Betreiber: WB Westfalen Bus)
- Holzwickede (Linien T41, T47 und T51)
- Kamen (Linie T811 und T91)
- Lünen (Linien T6, T17 und T19)
- Schwerte (Linien T31, T32, T33, T38, T39 und T138)
- Selm (Linien T4, T19, T52, T532 und T57)
- Unna (Linien T41, T44, T45, T46, T47, T48, T51, T531, T54 und T811)
- Werne (Linien T14, T52, T532, T55, T812 und T82)

Darüber hinaus werden einzelne Fahrten von Regio- und StadtBus-Linien (v. a. im Abend- und Wochenendverkehr) mit Anrufbussen durchgeführt, wenn ein Einsatz von festen Fahrten nicht wirtschaftlich ist.

### AnrufSammelTaxi
Im Abend- und Wochenendverkehr bietet die VKU in Lünen, Unna und Schwerte ein AnrufSammelTaxi-System (AST) als flexible und bedarfsorientierte Ergänzung zu den Buslinien an.

### Ehemalige Angebote
Von 2011 bis 2015 bot die VKU die FahrradBus-Linie F80 an, die sonn- und feiertags vom 1. Mai bis 30. September zwischen Fröndenberg und Nordkirchen verkehrte. Die Linie wurde von Bussen mit einem Anhänger zum Transport von bis zu 16 Fahrrädern bedient und war als Angebot für Fahrradtouristen konzipiert. So verband die Linie touristische Attraktionen und Ausgangspunkte für Radtouren miteinander. Die Mitnahme von Fahrrädern war auf der Linie F80, als Ausnahme vom üblichen Tarif, kostenfrei.
Es verkehrten in Richtung Nordkirchen zwei Busse am Vormittag und ein Bus am Nachmittag, wobei die letzte Fahrt in Werne endete. In Richtung Fröndenberg verkehrten ein Bus vormittags und zwei Busse nachmittags; die erste Fahrt begann wiederum in Werne.

Die Linie verlief wie folgt: 
F80: Fröndenberg, Bahnhof – Ardey, Bahnhof – Opherdicke, Dorfstr./Kleistr. (Haus Opherdicke) – Billmerich, Kirche – Unna, Bahnhof – Kamen, Bahnhof – Bergkamen, Busbahnhof – Bergkamen, Beversee – Rünthe, Marina – Werne, Stadthaus – Varnhövel, Wittenbrinkshof – Cappenberg, Schloss Cappenberg – Nordkirchen, Schlosspark (Schloss Nordkirchen)
Am Haltestellenschild der ansonsten nur von Schulbussen bedienten Haltestelle Bergkamen, Beversee ist die Linie noch aufgeführt.

## Projekte
Die VKU führt seit mehreren Jahren zwei Projekte mit sozialem Nutzen durch.

### NimmBus
Seit 2010 wird im Rahmen des Projektes NimmBus Menschen verschiedener Altersgruppen die Nutzung des ÖPNV nähergebracht. Das Projekt wird durch die VKU im Auftrag des Kreises Unna durchgeführt und soll u. a. Inhalte zum Thema Mobilität, Regeln zu sicherem und sozialem Verhalten sowie Barrierefreiheit und Inklusion vermitteln. Nach Angaben der VKU beinhalten die Ziele des Projekts jedoch auch die Förderung der Kundenbindung, das Werben neuer Kundengruppen und Bewerbung des ÖPNV.
Teil des Projekts ist eine Busschule für Schüler mit bisher mehr als 28.000 Teilnehmern. Ein hierfür bereitgestellter Linienbus wurde 2020 anlässlich des zehnjährigen Projektjubiläums nach dem Entwurf von Schülern einer Förderschule foliert, der in einem kreisweiten Kreativwettbewerb aus Einsendungen mehrerer Schulen im Kreis Unna ausgewählt wurde.

### JederBus
Ebenfalls im Auftrag des Kreises Unna wird seit 2013 das Projekt JederBus durchgeführt. Ziel ist es, für Menschen mit körperlichen, geistigen oder psychischen Beeinträchtigungen die Nutzung des ÖPNV zu vereinfachen.
Im Rahmen des Projektes wurden unter anderem in Kooperation mit der Deutschen Telekom sogenannte Bus.Hör.Stellen eingerichtet; hierbei handelt es sich um eine Telefonsäule an Haltestellen, an denen die nächsten Abfahrten und Fahrplandaten abgefragt werden können. Des Weiteren wurden Omnibusse barrierefrei ausgestattet, Informationsangebote in Leichte Sprache übersetzt und Werbekampagnen für Akzeptanz und Toleranz durchgeführt.
Das Projekt JederBus wurde 2015 mit dem Inklusionspreis des Landes Nordrhein-Westfalen und 2019 mit dem Mitdenker-Preis des Behindertenbeirates der Stadt Lünen ausgezeichnet.

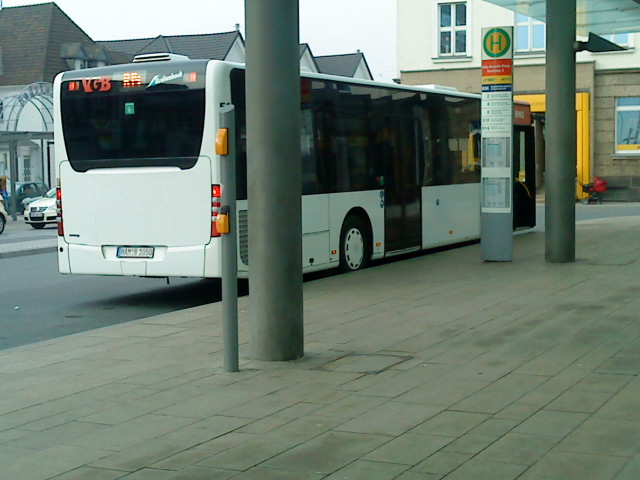
Ein Fahrzeug der VG Breitenbach im Auftrag der VKU

## Subunternehmer
Ein großer Teil der Verkehrsleistungen der VKU, insbesondere im Schulbusverkehr, wird von Subunternehmern erbracht. Dazu gehören u. a. die Verkehrsgesellschaft Breitenbach aus Hamm, Königsborner Busreisen aus Unna, Vehling-Reisen aus Bergkamen, Nies-Reisen aus Selm, Quecke-Reisen aus Schwerte und TRD-Reisen aus Dortmund.

## Tarif
Die VKU ist Mitglied in der Verkehrsgemeinschaft Ruhr-Lippe (VRL). Es gilt der Westfalentarif. Für Fahrten aus den Gemeinden Lünen, Bergkamen, Kamen, Unna, Holzwickede und Schwerte in den VRR-Raum und umgekehrt gelten die Tarife des Verkehrsverbunds Rhein-Ruhr (VRR).

## Trivia
Die Busse der VKU wurden früher durchnummeriert. Seit 1979 tragen sie jedoch Nummern nach dem Muster JJ-6x, wobei JJ die letzten zwei Stellen der Jahreszahl wiedergibt und für x alle Ziffern mit Ausnahme der 0 stehen können. Theoretisch ist auch eine Weiternummerierung über 69 hinaus möglich.
Bis zum Jahrgang 2012 wurden auf den Kennzeichen der Busse die Nummern fortlaufend angegeben, zuletzt in der Serie UN VK …. Der letzte so gekennzeichnete Bus erhielt das Kennzeichen UN VK 404. Es gab auch noch das Kennzeichen UN VK 406 für den Bus 06-63, der ursprünglich das Kennzeichen UN VK 360 trug. Im Jahr 2013 wurde diese Praxis geändert. Seitdem tragen die Busse Kennzeichen nach dem Muster UN VK + Wagennummer, wobei die Zahl der Nummer des Busses entspricht, Beispiel: UN VK 1664, der vierte Bus aus dem Jahr 2016.